# 卡赞卡村委员会
卡赞卡村委员会（俄语：Казанский сельсовет）是俄罗斯联邦阿穆尔州谢雷舍沃区所属的一个村委员会。其下辖有4个居民点，行政中心为卡赞卡。据2016年统计，该村委员会的人口为587人。